# Commissaire européen aux Relations extérieures
Le commissaire européen aux Relations extérieures était un membre de la Commission européenne chargé de représenter l'Union européenne dans ses relations avec les États étrangers et organisations internationales dont l'Union européenne fait partie.
Depuis le 1er décembre 2009, les fonctions du commissaire ont été confiées au haut représentant de l'Union pour les affaires étrangères et la politique de sécurité.

## Compétences
Dans le cadre de son action à l'extérieur des frontières de l'UE, le commissaire était chargé :
- de la conclusion et la gestion des accords internationaux impliquant l'Union européenne ;
- des négociations et rencontres avec les organismes internationaux au nom de la Commission européenne ;
- du rapport du travail de la commission chargée des Relations extérieures auprès de la Commission européenne.

Le premier commissaire à occuper le poste était Jean Rey en 1958, qui devint plus tard président de la Commission européenne. Le dernier fut Benita Ferrero-Waldner qui a servi de 2004 à 2009 dans la première Commission Barroso.
Le haut représentant de l'Union pour les affaires étrangères et la politique de sécurité (en 2024 Josep Borrell) exerce désormais, dans le domaine des Affaires étrangères, les fonctions précédemment assumées par la présidence tournante semestrielle, par le haut représentant pour la politique étrangère et de sécurité commune et par le commissaire européen chargé des Relations extérieures. Cette modification apportée par le traité de Lisbonne (2007) vise à donner une voix unique de l'UE à l'étranger ; l'action du haut représentant est appuyée par le Service européen pour l'action extérieure (SEAE) et un réseau de délégations, d'ambassadeurs et de représentants spéciaux. 

## Liste des commissaires
|    | Nom                    | Pays                 | Période   | Commission                            |
| -- | ---------------------- | -------------------- | --------- | ------------------------------------- |
| 1  | Jean Rey               | Belgique             | 1958–1967 | Commission Hallstein I et II          |
| 2  | Edoardo Martino        | Italie               | 1967–1970 | Commission Rey                        |
| 3  | Jean-François Deniau   | France               | 1970–1973 | Commission Malfatti et Mansholt       |
| 4  | Christopher Soames     | Royaume-Uni          | 1973–1977 | Ortoli                                |
| 5  | Wilhelm Haferkamp      | Allemagne de l'Ouest | 1977–1985 | Commission Jenkins et Thorn           |
| 6  | Willy De Clercq        | Belgique             | 1985–1989 | Commission Delors I                   |
| 7  | Frans Andriessen       | Pays-Bas             | 1989–1993 | Commission Delors II                  |
| 8  | Hans van den Broek     | Pays-Bas             | 1993–1995 | Commission Delors III                 |
| 9  | Leon Brittan           | Royaume-Uni          | 1995-1999 | Commission Santer et Commission Marín |
| 10 | Chris Patten           | Royaume-Uni          | 1999-2004 | Commission Prodi                      |
| 11 | Benita Ferrero-Waldner | Autriche             | 2004-2009 | Commission Barroso I                  |

## Compléments